# Coleocoma
Coleocoma es un género monotípico de plantas fanerógamas de la familia de las asteráceas. Su única especie, Coleocoma centaurea, se encuentra en Australia.

## Descripción
Es una hierba perennifolia, que alcanza un tamaño de a 0,3 m de altura. Se emcuentra en la arena limosa, en las llanuras de inundación  en Australia Occidental.

## Taxonomía
Coleocoma centaurea fue descrita por Ferdinand von Mueller y publicado en Hooker's Journal of Botany and Kew Garden Miscellany 9: 20 1859